# 1120-talet

## Händelser
- I Sverige utkämpas tronstrider.
- Pierre Abélard skriver Sic et Non år 1122.
- David I efterträder Alexander I som kung över Skottland den 27 april 1124.
- Staden Brygge grundades den 27 juli 1128.

## Födda
- Kristina Björnsdotter, drottning av Sverige.
- 1120 - Erik Lamm, kung av Danmark.
- 1120 - Urban III, påve.
- 1125 - Sven Grate, kung av Danmark.
- 1125 - Öystein Haraldsson, kung av Norge.

## Avlidna
- 1120 - Ingegerd Haraldsdotter, drottning av Danmark och Sverige.
- 18 januari 1122 - Kristina Ingesdotter, prinsessa av Sverige.
- 1123 - Öystein Magnusson, kung av Norge.